# Thorectandra
Thorectandra is een geslacht van sponsdieren uit de klasse van de Demospongiae (gewone sponzen).

## Soorten
- Thorectandra boletus (Lamarck, 1815)
- Thorectandra choanoides (Bowerbank, 1872)
- Thorectandra crateriformis (Carter, 1885)
- Thorectandra excavatus (Ridley, 1884)
- Thorectandra glomerosus (Wiedenmayer, 1989)
- Thorectandra papillosa Cook & Bergquist, 1996
- Thorectandra typica (Carter, 1886)